# Ousmane Traoré
Pour les articles homonymes, voir Traoré.
 (mars 2024).
Ousmane Traoré, né le 6 mars 1977 à Ouagadougou est un  footballeur international puis entraîneur burkinabé. Il évolue au poste de défenseur, de la fin des années 1990 au début des années 2010. Il se reconvertit ensuite en tant qu'entraîneur.

## Biographie

### Carrière en club
Ousmane Traoré commence sa carrière de footballeur dans le club local du Kiko FC de Bobo-Dioulasso, qu'il rejoint à l'âge de treize ans dans les catégories minimes, cadets et juniors en 1990. Il poursuit ensuite son parcours en 1995 avec le JCB Dioulasso en D1, où il signe son premier contrat professionnel, puis évolue avec ASFB – Burkina-Faso (Association sportive des fonctionnaires de Bobo-Dioulasso) en D1 de 1997 à 2001. Avec ce club, il remporte la Coupe du Faso en 1998.
Il quitte son pays natal en 2001 pour rejoindre la France, à l'ASOA Valence, où il évoluera en Ligue 2. Il y joue pendant deux saisons en tant que défenseur, disputant 32 matchs.
En 2003, il signe au FC Lorient, un autre club de Ligue 2, où il marque son premier but en France lors de la 38e journée contre le FC Istres. Il joue 17 matchs avec les « Merlus », qui terminent à la 4e place du championnat.
En 2004, il rejoint le GF38, qui vient de monter en Ligue 2. Il y joue 30 matchs et marque un but contre le FC Gueugnon lors de la 25e journée. Il contribue au maintien du club en deuxième division, qui finit tout de même à la 14e place du classement.
En 2006, il quitte Grenoble et s'engage avec l'AS Saint-Priest, un club de CFA, où il joue 10 matchs et marque un but.
Entre 2007 et 2008, Ousmane Traoré passe une saison en Arabie Saoudite à Al-Watani, où il dispute 17 matchs.
En 2009, il revient en France et signe au SO Chambéry, un club de CFA 2, où il joue 4 matchs puis retourne en cours de saison à l'AS Valence, en CFA 2 (2009-2011).
En 2011, il signe au FC Échirolles, un club de Division d'Honneur, où il termine sa carrière en 2013.

### Carrière en sélection
Ousmane Traoré figure dans la sélection du Burkina Faso des moins de 20 ans de 1993 à 1997, puis il est convoqué en équipe nationale.
Avec la sélection du Burkina Faso, il dispute 28 matchs officiels pour un but inscrit entre 1998 et 2005. Il figure notamment dans le groupe des sélectionnés lors des Coupes d'Afrique des nations de 2000, de 2002 et de 2004.

## Carrière d’entraîneur
Il entraîne les équipes juniors U10 - U11 & U14 U15 du FC Echirolles de 2012 à 2015.
En 2014, après avoir suivi une formation au Pôle Sport de Lyon en France, qu'il obtient dans un premier temps le BMF (Licence B de l'UEFA). En juin 2015, il devient titulaire de la Licence A de l'UEFA, lui permettant  de s’apprêter pour passer le test de certification pour le DESJEPS à l' école de Clairfontaine, pour un éventuel diplôme Pro de l’UEFA .
Au FC Echirolles, Ousmane Traoré a successivement pris en charge les équipes U17 de 2015 à 2018, les U19 de 2018 à 2019, puis les U18 de 2019 à 2021. Il est, depuis la fin de l'année 2021, responsable de l'équipe réserve du club qui évolue en R3.

## Palmarès
Ousmane Traoré remporte avec l'ASFB le Coupe du Faso en 1998, et  l'année suivante remporte également à titre personnel les titres de meilleur arrière gauche du Burkina-Faso (en 1999), meilleur Joueur du Burkina-Faso (en 1999) et meilleur Défenseur du Burkina-Faso (en 1999).
Il est élu meilleur arrière gauche en National en 2001-2002.